# Proto-océanien
Le proto-océanien (en abrégé POc ; en anglais Proto Oceanic) est une langue reconstituée que les linguistes comparatistes — à la suite, notamment, d'Otto Dempwolff — proposent de reconstruire comme le probable ancêtre commun du groupe des langues océaniennes. C'est une langue austronésienne, qui descend, à ce titre, du proto-austronésien, l'ancêtre commun de toutes les langues austronésiennes.
Le proto-océanien aurait été parlé il y a quelque 4 200 ans, dans l'archipel Bismarck, à l'est de la Papouasie-Nouvelle-Guinée. Les archéologues et les linguistes s'accordent aujourd'hui à considérer que cette population coïncide peu ou prou avec celle qui développa et diffusa la civilisation Lapita.

## Caractéristiques linguistiques
Les techniques de linguistique comparée, ainsi que la relative homogénéité des langues océaniennes, permettent de reconstituer avec assez de précision les principales caractéristiques linguistiques de leur ancêtre commun, le proto-océanien — et ce, même si les détails de la reconstruction font encore l'objet de discussions parmi les spécialistes. Comme toute hypothèse scientifique, il va sans dire que ces reconstructions reflètent l'état de la science à un moment donné (comme l'indiquent les astérisques « * », d'usage devant toute protoforme).

### Phonologie
La phonologie du POc peut être reconstruite avec suffisamment de précision. Le proto-océanien possédait 5 voyelles: *i, *e, *a, *o, *u, sans opposition de longueur. Il possédait également 23 consonnes, reconstruites comme suit:
|                |                | Labiovélarisées | Bilabiales | Alvéolaires | Palatales | Vélaires | Uvulaires |
| -------------- | -------------- | --------------- | ---------- | ----------- | --------- | -------- | --------- |
| Occlusives     | Sourdes        | *pʷ             | *p         | *t          | *c        | *k       | *q        |
| Occlusives     | Prénasalisées  | *ᵐbʷ            | *ᵐb        | *ⁿd         | *ᶮɟ       | *ᵑɡ      |           |
| Nasales        | Nasales        | *mʷ             | *m         | *n          | *ɲ        | *ŋ       |           |
| Fricatives     | Fricatives     |                 |            | *s          |           |          |           |
| Vibrantes      | Battue         |                 |            | *R [ɾ]      |           |          |           |
| Vibrantes      | Roulée         |                 |            | *r          |           |          |           |
| Vibrantes      | Prénasalisée   |                 |            | *ⁿr         |           |          |           |
| Latérales      | Latérales      |                 |            | *l          |           |          |           |
| Semi-consonnes | Semi-consonnes | *w              |            |             | *j        |          |           |

### Lexique
La reconstruction du lexique proto-océanien est l'objet du Oceanic Lexicon Project, un projet encyclopédique de longue haleine entrepris depuis les années 1995 par trois chercheurs de l'Australian National University: Malcolm Ross, Andrew Pawley et Meredith Osmond. Ces derniers ont d'ores et déjà publié cinq volumes, tous en libre accès.